# チャールストン・リバードッグス
チャールストン・リバードッグス（Charleston RiverDogs）は、アメリカ合衆国サウスカロライナ州チャールストンに本拠地をおくマイナーリーグ（MiLB）の野球チーム。本拠地球場はジョゼフ・P・ライリー・ジュニア・パーク。MLBのタンパベイ・レイズ傘下A-級チームで、カロライナ・リーグ南地区に所属している。

## 歴史
1980年、カンザスシティ・ロイヤルズの傘下チームとして「チャールストン・ロイヤルズ」設立。
1985年、サンディエゴ・パドレスと提携し、チーム名を「チャールストン・レインボーズ」に改名。
1993年、テキサス・レンジャースと提携。
1994年、チーム名を現在の「チャールストン・リバードッグス」に改名。
1997年、タンパベイ・デビルレイズと提携。本拠地をジョゼフ・P・ライリー・ジュニア・パークに移す。
2004年9月15日にニューヨーク・ヤンキースと2005年シーズンから提携することが決まった。
2008年8月25日にヤンキースとの提携を4年間延長することが決まった。
2011年10月4日にヤンキースとの提携を2016年まで延長することに合意した。
2020年11月にヤンキースとの提携の終了が発表され、12月9日に翌年からタンパベイ・レイズの傘下球団となることが発表された。

## 年度別成績
| 年                             | 勝敗     | 順位           | 監督                                | ポストシーズン  |
| ------------------------------ | -------- | -------------- | ----------------------------------- | --------------- |
| チャールストン・ロイヤルズ     |          |                |                                     |                 |
| 1980                           | 78勝61敗 | 南地区優勝     | ロナルド・ミハル                    | 決勝敗退        |
| 1981                           | 75勝67敗 | 南地区2位      | リック・マシューズ                  | -               |
| 1982                           | 74勝66敗 | 南地区2位      | ロイ・ターナー                      | 第1ステージ敗退 |
| 1983                           | 64勝80敗 | 南地区5位      | ロイ・ターナー                      | -               |
| 1984                           | 78勝64敗 | 南地区前期優勝 | デュアン・グスタフソン              | 決勝敗退        |
| チャールストン・レインボーズ   |          |                |                                     |                 |
| 1985                           | 63勝69敗 | 南地区3位      | ジム・スカーレン                    | -               |
| 1986                           | 68勝71敗 | 南地区3位      | パット・ケリー                      | -               |
| 1987                           | 85勝53敗 | 南地区5位      | トニー・トーチア                    | -               |
| 1988                           | 72勝68敗 | 南地区優勝     | ジャック・クルル                    | 決勝敗退        |
| 1989                           | 46勝96敗 | 南地区3位      | ジャック・クルル                    | 第1ステージ敗退 |
| 1990                           | 69勝72敗 | 南地区6位      | ジャック・クルル ジム・レット       | -               |
| 1991                           | 69勝72敗 | 南地区4位      | デーブ・トレンブリー                | -               |
| 1992                           | 55勝85敗 | 南地区7位      | デーブ・トレンブリー                | -               |
| 1993                           | 65勝77敗 | 南地区5位      | ウォルト・ウィリアムズ              | -               |
| チャールストン・リバードッグス |          |                |                                     |                 |
| 1994                           | 56勝81敗 | 南地区6位      | ウォルト・ウィリアムズ              | -               |
| 1995                           | 50勝89敗 | 南地区7位      | マイク・ベルガー                    | -               |
| 1996                           | 63勝78敗 | 中地区4位      | ゲイリー・アレンソン                | -               |
| 1997                           | 60勝82敗 | 中地区6位      | スコット・フレッチャー              | -               |
| 1998                           | 67勝74敗 | 中地区5位      | グレッグ・マールバーグ              | -               |
| 1999                           | 65勝77敗 | 中地区5位      | チャーリー・モントヨー              | -               |
| 2000                           | 73勝66敗 | 中地区3位      | チャーリー・モントヨー              | -               |
| 2001                           | 64勝76敗 | 南地区7位      | バディ・ビアンカラーナ              | -               |
| 2002                           | 60勝76敗 | 南地区7位      | バディ・ビアンカラーナ              | -               |
| 2003                           | 77勝62敗 | 南地区3位      | マコ・オリベラス                    | -               |
| 2004                           | 76勝63敗 | 南地区2位      | スティーブン・リヴゼイ              | 第1ステージ敗退 |
| 2005                           | 80勝58敗 | 南地区優勝     | ビル・モジィーロ                    | 第1ステージ敗退 |
| 2006                           | 78勝62敗 | 南地区2位      | ビル・モジィーロ パット・ロースラー | -               |
| 2007                           | 78勝62敗 | 南地区4位      | トーリ・タイソン                    | -               |
| 2008                           | 80勝59敗 | 南地区優勝     | トーリ・タイソン                    | -               |
| 2009                           | 74勝65敗 | 南地区2位      | トーリ・タイソン                    | -               |
| 2010                           | 65勝74敗 | 南地区6位      | グレッグ・コルブラン                | -               |
| 2011                           | 55勝85敗 | 南地区6位      | アーロン・レデスマ                  | -               |
| 2012                           | 76勝63敗 | 南地区2位      | カルロス・メンドーザ                | -               |
| 2013                           | 75勝63敗 | 南地区3位      | アル・ペドリック                    | -               |
| 2014                           | 71勝69敗 | 南地区3位      | ルイス・ドランテ                    | -               |